# Matsushima Nanako
Matsushima Nanako (松嶋 菜々子  sinh ngày 13 tháng 10 năm 1973) là một nữ diễn viên, người mẫu người Nhật Bản. cô đã từng 4 lần lãnh giải nữ diễn viên chính của giải phim truyền hình Nhật Bản cho 4 phim là Koori no Sekai (Ice World), Yamato Nadeshiko (Perfect Woman), phim Toshiie and Matsu (dạng phim taiga) và Bijo ka Yajuu (Beauty or Beast)
Matsushima Nanako xuất thân là người mẫu cho công ty dược phẩm Asahi Kassei khi 18 tuổi. Sau đó, cô được mời tham gia nhiều đoạn quảng cáo, năm 1996, cô được chọn diễn vai chính trong phim truyền hình Himawari (hoa hướng dương) cho đài NHK.
Năm 1996, cô tham gia trong bộ phim truyền hình Ringu (Ring), phim sau đó vài năm được chuyển sang phim điện ảnh nổi tiếng cùng tên. Năm 2000, cô tham gia diễn vai chính trong phim điện ảnh hành động White Out bên cạnh nam diễn viên Oda Yuji. Cùng năm đó, cô cũng tham gia diễn cùng lúc 3 nhân vật trong phim Hyakunen no Monogatari (Câu truyện 100 năm). Trong phim này, cô diễn liền lúc 3 nhân vật nữ nổi tiếng qua 3 thời đại khác nhau. Năm 2001, cô được bầu là nữ diễn viên được yêu thích nhất. Ngày 21 tháng 2 năm 2001, cô kết hôn với diễn viên Sorimachi Takashi, là bạn diễn của cô trong phim truyền hình GTO (1998), hai người đã bắt đầu hẹn hò từ tháng 11 năm 1998. Sau khi kết hôn, họ có hai cô con gái vào năm 2004 và năm 2007. 
Matsushima Nanako được coi là một trong những người phụ nữ đẹp nhất Nhật Bản.

## Phim truyền hình
- Lucky Seven (Toko Fujisaki) (2012)
- Quản gia Mita (2011)
- Kyumei Byoto 24 Ji 4 (24 giờ khẩn cấp Phường 4) (2009)
- Hana Yori Dango Returns (Boys Over Flowers) (2007)
- Furuhata Ninzaburō cuối cùng (2006)
- Hana Yori Dango (Boys Over Flowers) (2005)
- Hotaru no Haka (Grave of the Fireflies) (2005)
- Kyumei Byoto 24 Ji 3 (24 giờ khẩn cấp phường 3) (2005)
- Bijo ka Yajuu (The Beauty hoặc the Beast) (2003)
- Toshiie đến Matsu (Toshiie và Matsu) (2002)
- Yamato Nadeshiko (2000) (Perfect Woman) (2000)
- Hyakunen không Monogatari (Câu chuyện của một thế kỷ) (2000)
- Koori không sekai (Ice World) (1999)
- Majo không Jouken (Forbidden Love) (1999)
- Kyumei Byoto 24 Ji (24 Phường Giờ khẩn cấp) (1999)
- Great Teacher Onizuka (1998)
- Mùa ngọt ngào (1998)
- Shinya Tokkyu aka Midnight Express (1998)
- Shinryounaikai Ryouko (The Doctor Is In) (1997)
- Konna Koi no Hanashi (A Story Of Love) (1997)
- Yonimo Kimyona Monogatari Kanrinin (1997)
- Kimi ga Jinsei không Toki (The Time of Your Life) (1997)
- Himawari (Sunflower) (1996)
- Ni tim S (1995)
- Onegai Darin (Xin yêu!) (1993)
- Shacho ni natta Wakadaisho (1992)

## Phim
- Omoide no Marnie (2014)
- Shield of Straw (2013)
- Gōsuto Mouichido Dakishimetai (Ghost: In Your Arms Again) (2010)
- Bizan (2007)
- Inugamike không Ichizoku (2006)
- Ringu 2 (Ring 2) (1999)
- Ringu (Ring) (1998)